# Transaxle

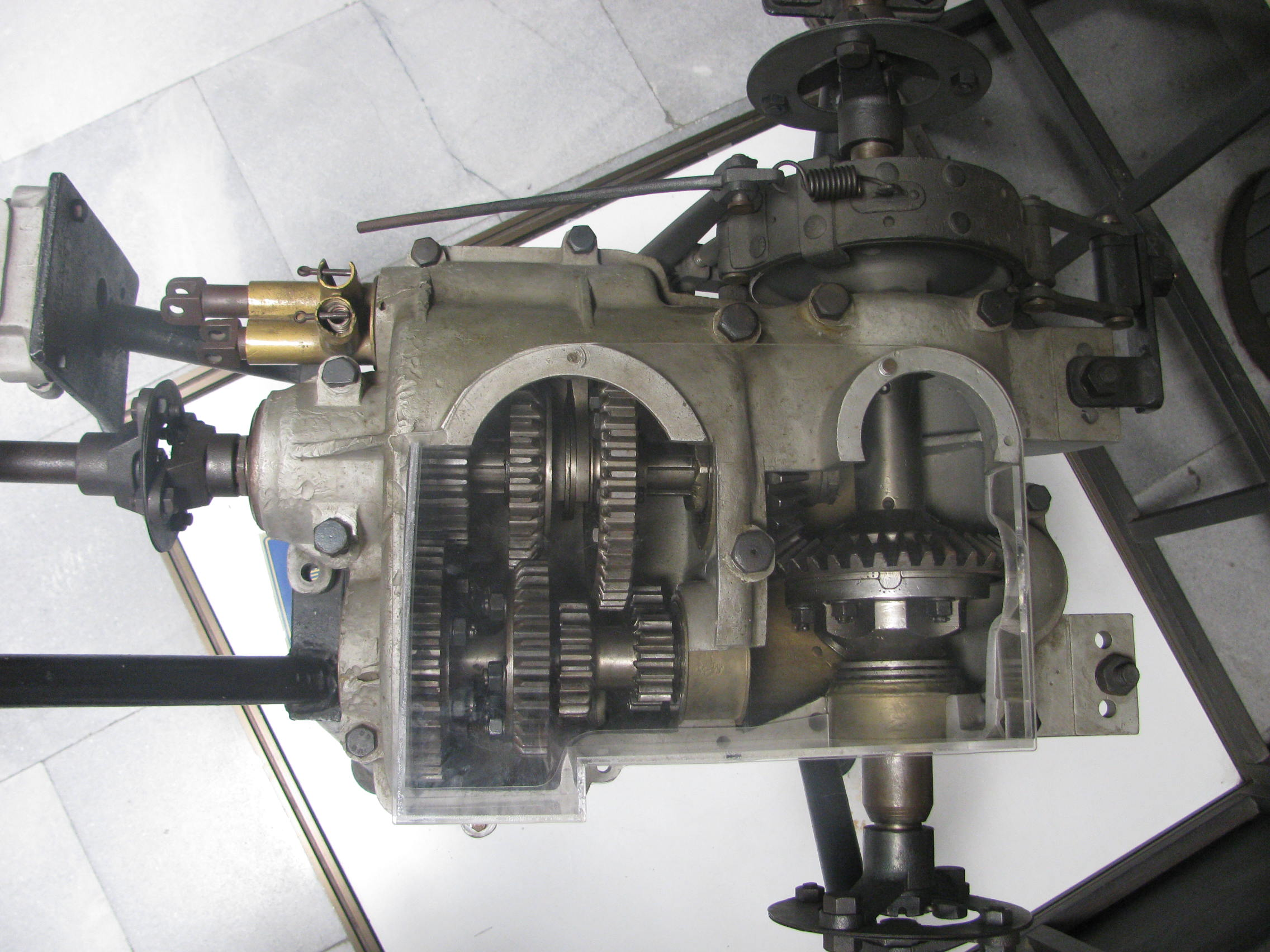
skrzynia biegów Csonka1908r.

Transaxle, (układ transaxle, skrzynia biegów zintegrowana z mechanizmem różnicowym) – konfiguracja układu przeniesienia napędu pojazdu mechanicznego, w której silnik pojazdu z tylnym napędem znajduje się z przodu, ale skrzynia biegów umieszczona jest przy napędzanej, tylnej osi. 
W tej szczególnej odmianie tylnego napędu skrzynia biegów, mechanizm różnicowy i napęd osi umieszczone są w jednej wspólnej obudowie, stanowiąc jeden zespół mechaniczny, połączony z silnikiem jednym, stabilnym wałem napędowym (wał napędowy typu transaxle).
Połączenie obu układów mechanicznych w jeden zespół powoduje oszczędność przestrzeni oraz obniżenie masy pojazdu i kosztów produkcji, w samochodach sportowych pozwala także uzyskać - niezwykle ważny dla właściwości jezdnych - bardziej równomierny rozkład masy całego pojazdu na obie osie (sytuacja idealna, do której dążą konstruktorzy to: 50% masy samochodu na osi przedniej, 50% masy - na osi tylnej).
Zaletą, przyczyniającą się do uzyskania lepszego rozkładu mas pojazdu i obniżenia jego wagi, jest również możliwość zastosowania lżejszego wału napędowego, który nie musi przenosić momentu obrotowego powiększonego o redukujące przełożenie skrzyni biegów, zwłaszcza na pierwszym biegu. 

## Przykładowe samochody w układzie transaxle (wybór)

### Pojazdy historyczne
- Alfa Romeo Alfetta, Giulietta (Typ 116) (1977), 75, 90, SZ
- DAF (wszystkie modele osobowe)
- Ferrari 275
- Ferrari 365 GTB/4 Daytona;  365 GTS/4 Daytona Spyder
- Lancia Aurelia
- Lancia Flaminia
- Mercedes-Benz W196 (również otwarty 300 SLR i Uhlenhaut-Coupé)
- Pontiac Tempest
- Porsche 924, 944, 928, 968
- Škoda Popular
- Volvo 340/360

### Pojazdy współczesne
- Alfa Romeo 8C Competizione
- Aston Martin V8 Vantage i DB 9
- Cadillac XLR
- Chevrolet Corvette (od C5)
- Ferrari 456 GT, 550, 612 Scaglietti, 599 GTB Fiorano, California
- Maserati Quattroporte, 3200 GT, Coupé GT i Spyder
- Mercedes-Benz SLS AMG
- Panoz Esperante GTR-1
- Plymouth Prowler
- Lexus LFA

### Samochody w układzie transaxle w nietypowych konfiguracjach
- Nissan GT-R, silnik z przodu, skrzynia biegów na tylnej osi, napęd 4x4
- Bucher/Mowag Duro, silnik z przodu, skrzynia biegów na tylnej osi, napęd 4x4
- Ford RS200, silnik centralny, odrębna skrzynia biegów na przedniej osi, napęd 4x4